# Міхнувка
Міхнувка (пол. Michnówka) — село в Польщі, у гміні Наровка Гайнівського повіту Підляського воєводства.
Населення — 73 особи (2011).
У 1975-1998 роках село належало до Білостоцького воєводства.

## Демографія
Демографічна структура станом на 31 березня 2011 року:
|          | Загалом | Допрацездатний вік | Працездатний вік | Постпрацездатний вік |
| -------- | ------- | ------------------ | ---------------- | -------------------- |
| Чоловіки | 35      | 3                  | 25               | 7                    |
| Жінки    | 38      | 4                  | 13               | 21                   |
| Разом    | 73      | 7                  | 38               | 28                   |